# Shantell Martin
Shantell Martin (1 de octubre de 1980) es una artista visual británica conocida por sus dibujos de flujo de consciencia y proyecciones de luz. Vive y trabaja en Nueva York pero participa en proyectos comerciales, privados y públicos a nivel internacional.

## Años tempranos
Shantell Martin nació en Londres del Este y estudió en Bexleyheath School al sureste Londres. Después de cursar un año en Camberwell College of Arts, también al sureste Londres, Reino Unido (1991-1999), Martin fue admitida a Central Saint Martin's College of Art and Design en Londres, Inglaterra. Se graduó con honores en 2003.
Ha dibujado desde que era una niña y vivía en el complejo de viviendas públicas Thamesmead en Londres. Como no la dejaban dibujar en las paredes,  tomaba un bolígrafo y dibujaba personajes debajo de su cama y dentro de las cortinas en su dormitorio. Fue entonces cuando desarrolló las figuras de línea que aparecen en su trabajo hasta el día de hoy. “ Hay dos tipos de hombres de palo, los que jalan y empujan y mantienen el trabajo junto,” dice Martin, “y los hombres de palo que juegan y son perezosos. Es para recordarnos que tenemos que trabajar y tenemos que divertirnos.”
Siendo la única niña de raza mixta dentro de una familia de rubios con ojos azules, siempre se sintió diferente. Quizás es por eso que desde una edad temprana, Martin se ha hecho la misma pregunta: ¿Quién eres? La angustia existencial la siguió a Central Saint Martins, donde  estudió diseño gráfico. Fue una época en la que se describe como una estudiante universitaria enojada y confundida. “El crecer en un entorno de gente blanca de clase media sin sentirte en control de tu futuro, del ambiente o de tu potencial, puede ser frustrante” comenta Martin. Para expresarse, la artista desarrolló un personaje llamado Hangman (Verdugo). “Es un personaje con forma de robot que pintaba en todas partes Londres,”  explica. “El verdugo era un hombre de negocios en su vida anterior y decidió cortar la horca—el ambiente casero, el sistema de clase, el prejuicio y las expectativas bajas de las personas.”
Después de su graduación vivió en Japón donde primero experimentó con el performance. De 2006 a 2009, Martin desarrolló sus habilidades de dibujo a través de “Liveography”—el proceso de proyectar dibujos en vivo con acompañamiento de sonido, música u otra experiencia. Participó en conciertos de música, festivales de diseño y en espacios públicos de manera internacional. También creó una serie de dibujos micro detallados en una serie de 27 libretas que más tarde se convertirían en el tema de un libro.

## Trabajo actual
En 2009 Martin se mudó a Nueva York. Este periodo marcó la próxima fase de su carrera donde comenzó a enfocarse principalmente en dibujo físico. En Nueva York, Martin continuó enfocándose en varios proyectos personales, comerciales y colaborativos. Ha experimentado con diferentes técnicas y medios, incluyendo textiles, cerámica, circuitos electrónicos y el bordado. El trabajo actual de Martin explora temas de transparencia, identidad y experiencia.
Su primera exposición individual Continuous Line (Línea Continua), se llevó a cabo en Black and White Gallery en Brooklyn, Nueva York, y su primera exposición en un museo titulada ARE YOU YOU ocurrió en el Museum of the Contemporary African Diaspora (Museo de la Diáspora Africana Contemporánea) en Brooklyn. A esto le siguió Black and White (Negro y Blanco), una colaboración en bordado con su abuela que se presentó como parte de la exposición colectiva Crossing Brooklyn que se presentó en el Museo de Brooklyn del 3 octubre al 4 de enero de 2015.
Además de su producción artística, Martin es una figura pública. En 2012, su obra y dormitorio en Bed-Stuy fueron incluidos en la sección Casa y Jardín del New York Times.  Su estilo personal ha sido documentado en la revista Vogue, y New Yorker Magazine creó un video corto sobre su proceso creativo en 2014, llamado Follow the Pen (Sigue el Bolígrafo).

## Exposiciones
The Rise of Sneaker Culture, Exposición Colectiva, Brooklyn Museum (Nueva York) (10 de julio - 4 de octubre de 2015)
New Idols, Exposición colectiva, Studio 301  (Nueva York) (5 de septiembre - 5 de octubre de 2015)
Crossing Brooklyn, exposición colectiva, Brooklyn Museum (Nueva York) (3 de octubre - 4 de enero de 2015)
Are You You, Museum of the Contemporary African Diaspora (Nueva York) (26 de abril - 27 de julio de 2014)
Instalación exterior, Out of the Box: The Rise of Sneaker Culture, Bata Shoe Museum, (Toronto) (mayo de 2013 - junio de 2014)
Continuous Line, exposición individual, Black and White Gallery, Brooklyn Nueva York (21 de septiembre @– 28 de octubre de 2012)
Mix Tape en Milk Gallery (Nueva York) (15 de junio de 2012)
Message in a Bottle, exposición individual en World Six (Florida) (2011)
Signal to Noise (performance en vivo), Museum of the Moving Image (Nueva York) (15 de enero de 2011)

## Residencies y otras posiciones
Profesora Adjunta en ITP, Tisch School of the Arts de la Universidad de Nueva York (2013@–presente)
Académica visitante en el grupo de Informática Social del Laboratorio de Medios de Comunicación del Massachusetts Institute of Technology (2014–presente)
Miembro de consejo consultivo, Climate Museum (2015)
Artista Residente de P3 Studio, Cosmopolitan Hotel en Las Vega, NV (14 de septiembre - 10 de octubre de 2015)
Artista Residente en Summit Series (16 al 18 de abril de 2015)
Artista de la Nueva Frontera, Sundance Institute (2014)
Embajadora, Proyecto de Pobreza Global (2013)
Artista Residente en Clark College (Vancouver, Washington) (26 de abril - 6 de mayo de 2013)